# کیم جان-دی
کیم جان-دی (انگلیسی: Kim Jan-di؛ متولد ۲۴ ژوئیه ۱۹۹۵) یک تکواندوکار اهل کره جنوبی است.
در مسابقات قهرمانی تکواندو جهان ۲۰۱۷ وی پس از شکست در مرحله نیمه نهایی مقابل نور تاتار از ترکیه، در کلاس سبک‌وزن مدال برنز را از آن خود کرد. در مسابقات تکواندو قهرمانی آسیا ۲۰۱۸ برنده مدال برنز، و در بازی‌های آسیایی ۲۰۱۸ صاحب مدال نقره شد.